# آش شله
آش شله یکی از غذاهای سنتی استان همدان است. این آش با بلغور، سبزی، و حبوباتی نظیر عدس، لپه و ماست پخته می‌شود و در آخر از پیاز و نعنا داغ برای تزئین نیز به آن افزوده می‌شود.